# Reprezentacja Portoryka w piłce wodnej mężczyzn
Reprezentacja Portoryka w piłce wodnej mężczyzn – zespół, biorący udział w imieniu Portoryka w meczach i sportowych imprezach międzynarodowych w piłce wodnej, powoływany przez selekcjonera, w którym mogą występować wyłącznie zawodnicy posiadający portorykańskie obywatelstwo. Za jej funkcjonowanie odpowiedzialny jest Portorykański Związek Pływacki (FEPUNA), który jest członkiem Międzynarodowej Federacji Pływackiej.

## Historia
W 1938 reprezentacja Portoryka rozegrała swój pierwszy oficjalny mecz na igrzyskach karaibskich.

## Udział w turniejach międzynarodowych

### Igrzyska olimpijskie
Reprezentacja Portoryka żadnego razu nie występowała na Igrzyskach Olimpijskich.

### Mistrzostwa świata
Dotychczas reprezentacji Portoryka żadnego razu nie udało się awansować do finałów MŚ.

### Puchar świata
Portoryko żadnego razu nie uczestniczyło w finałach Pucharu świata.

### Igrzyska panamerykańskie
Portorykańskiej drużynie 10 razy udało się zakwalifikować na Igrzyska panamerykańskie. W 1979 i 2003 zajęła 4. miejsce.